# Kamlesh Patel
Pour les articles homonymes, voir Patel.
Kamlesh Kumar Patel, baron Patel de Bradford, (né le 28 septembre 1960) est membre de la Chambre des lords. Il est nommé Officier de l'Ordre de l'Empire britannique (OBE) dans les honneurs d'anniversaire de 1999 et est créé pair à vie avec le titre de baron Patel de Bradford, de Bradford dans le comté du Yorkshire de l'Ouest le 8 juin 2006.

## Biographie
Assistant social qualifié, il travaille dans le centre-ville de Bradford, puis créé un certain nombre d'agences du tiers secteur travaillant avec les toxicomanes et les personnes souffrant de problèmes de santé mentale ; plus tard il passe dans le monde universitaire, travaillant avec un certain nombre d'universités.
Le 19 mars 2018, il est nommé par le secrétaire d'État à l'Éducation et le secrétaire d'État à la Santé et aux Affaires sociales président de Social Work England, qui est le nouveau régulateur pour tous les assistants sociaux pour enfants, familles et adultes en Angleterre.
Il est auparavant président de la Mental Health Act Commission. Il est commissaire de la Commission des soins de santé et de l'Agence nationale de traitement de l'abus de substances. Il a publié plus de 200 publications et est l'auteur d'un certain nombre de rapports nationaux, dont The Patel Report into Prison Drug Treatment.
Lord Patel est Senior Independent Director du England Wales Cricket Board (ECB), nommé en 2016. Il est vice-président du British Board of Film Classification, nommé en mai 2018. Il est président de la Royal Society for Public Health et de l'Institute of Healthcare Management ; et patron/président d'un certain nombre d'organisations à but non lucratif travaillant dans les secteurs de la santé, de l'éducation, des services sociaux et de la justice pénale. Il est directeur indépendant principal de Cygnet Healthcare et président de son conseil consultatif britannique. 